# Sächsische Staatszeitung
Die Sächsische Staatszeitung war eine  Tageszeitung in Dresden. Sie erschien mit verschiedenen Namen von 1846 bis 1932.

## Geschichte
Am 1. Juli 1846 erschien die erste reguläre Ausgabe des Dresdner Tageblatts. Es erschien täglich und berichtete über Ereignisse in der Region und außerhalb. 
Seit dem 1. April 1848 wurde  es als Dresdner Journal unter der Leitung von Karl Biedermann weitergeführt. Dieser war den Ideen der Märzrevolution von 1848 verbunden. Am 30. September 1848  gab er die Leitung wieder ab.
Seit dem 1. Oktober 1848 erschien es als Dresdner Journal und Anzeiger unter einer anonymen Redaktion. Es   veröffentlichte nun offizielle Verlautbarungen und kurze Informationen zu regionalen und überregionalen Ereignissen. Seit dem 1. Oktober 1851 hieß es wieder Dresdner Journal.  
Kurz nach dem Ausbruch des Ersten Weltkrieges wurde es seit dem 7. September 1914 als Sächsische Staatszeitung weitergeführt. In den 1920er Jahren standen die leitenden Redakteure der SPD nahe.
Am 31. März 1932 erschien die letzte Ausgabe. Sie wurde durch ein Bekanntmachungsblatt ersetzt.

## Mitarbeiter
Verantwortliche Redakteure
- Karl Biedermann, nur 1848
- Johann Gustav Hartmann, 1850– [4]
- Rudolf Günther, spätestens 1870 bis mindestens 1879, im Auftrag
- Willy Doenges, 1901 bis 1922
- Bernhard Jolles, 1922 bis 1926
- Karl Bethke, 1926–15. Mai 1929[5]
- Hans Block, 3. September 1929[6] bis Anfang März 1932
- Fritz Klauber, ab 7. März 1932 letzter Schriftleiter[7] (zuvor bereits vertretungsweise von Mai bis September 1929)